# Toni Sailer
Anton Engelbert Sailer, detto Toni (Kitzbühel, 17 novembre 1935 – Innsbruck, 24 agosto 2009), è stato uno sciatore alpino, allenatore di sci alpino e attore austriaco.
Soprannominato dalla stampa Der schwarze Blitz aus Kitz ("Il lampo nero di Kitzbühel"), fu il primo sciatore a vincere tutte le gare di sci alpino di una rassegna olimpica: discesa libera, slalom gigante e slalom speciale ai VII Giochi olimpici invernali di Cortina d'Ampezzo 1956, dove fu anche portabandiera durante la cerimonia di apertura. Fu inoltre il quinto atleta a vincere tre medaglie d'oro nella stessa edizione dei Giochi invernali.
Era fratello di Rosi e Rudi, a loro volta sciatori alpino di alto livello.

## Biografia

### Carriera sciistica

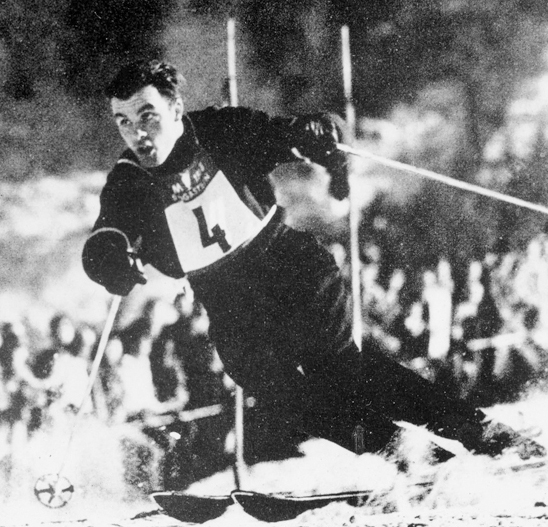
Toni Sailer in gara nel 1956

Figlio di un contadino che avrebbe voluto avviarlo alla carriera musicale, Sailer iniziò a praticare lo sci alpino sulle nevi della natia Kitzbühel, dove ebbe modo di confrontarsi con campioni affermati quali Andreas Molterer e Christian Pravda. Ottenne il primo successo internazionale quando, diciannovenne, vinse lo slalom speciale e si piazzò al 2º posto nella discesa libera sulla pista Ilio Colli di Cortina d'Ampezzo.

Toni Sailer dopo il successo nello slalom gigante ai VII Giochi olimpici invernali di

Ai VII Giochi olimpici invernali di Cortina d'Ampezzo 1956 fu il più giovane membro della Nazionale di sci alpino dell'Austria e portabandiera durante la cerimonia di apertura; prese parte a tutte e tre le gare in programma nello sci alpino. A Cortina il primo oro arrivò con lo slalom gigante, dove vinse con oltre sei secondi di distacco sul connazionale Molterer; ancora oggi questo è il maggior distacco tra primo e secondo in una gara di sci alpino alle Olimpiadi. Il giorno dello slalom speciale Sailer si svegliò tardi e arrivò sulla pista a gara iniziata. Riuscì comunque a conquistare la medaglia d'oro partendo con il pettorale numero 135. Anche il terzo oro, quello della discesa libera, venne conquistato dopo un imprevisto iniziale: alla partenza Sailer ruppe una delle cinghie che legavano gli scarponi agli sci; un allenatore della squadra italiana, l'austriaco Hans Senger, fu tuttavia in grado di ovviare rapidamente all'inconveniente e Sailer poté prendere così il via. L'impresa di Sailer fu uno dei principali eventi di quelle Olimpiadi, e rese immediatamente popolare il giovane sciatore austriaco. Il Rapporto ufficiale ebbe per lui queste parole enfatiche:
(Rapporto Ufficiale Cortina 1956)
A Cortina d'Ampezzo Sailer vinse anche una quarta medaglia d'oro nella combinata, valida solo per i Mondiali 1956. Ai Mondiali di due anni dopo, disputati a Bad Gastein, Sailer ottenne altre quattro medaglie, tre d'oro (nella discesa libera, nello slalom gigante e nella combinata) e una d'argento (nello slalom speciale). Squalificato per "professionismo" subito dopo i Mondiali, come già era avvenuto al suo idolo sportivo Zeno Colò, si ritirò e si dedicò all'attività di attore cinematografico. Non abbandonò tuttavia il Circo bianco: dal 1972 al 1976 fu allenatore capo e direttore tecnico della nazionale austriaca, ricoprendo in seguito vari incarichi tecnici in seno alla Federazione sciistica dell'Austria. Nel 2005 annunciò il ritiro dall'incarico di direttore di gara dell'Hahnenkamm, ruolo che aveva occupato per diciannove anni.

### Carriera cinematografica
Tra il 1958 e il 1979 comparve in una quindicina di film, principalmente commedie leggere ambientate almeno in parte nelle regioni alpine, dove fece mostra del suo talento sciistico. Dal 1969 al 2003 partecipò anche a numerosi episodi di diverse serie televisive, mentre tra il 1956 e il 2006 apparve in vari documentari e altre serie televisive nei panni di se stesso.

### Altre attività

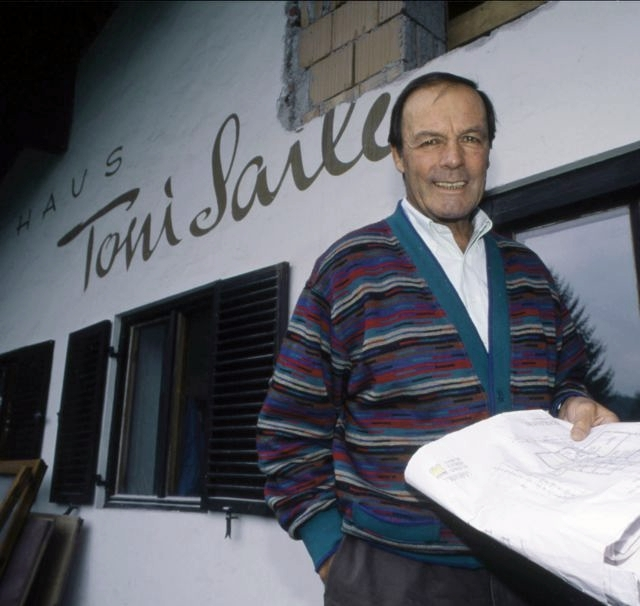
Toni Sailer nel 1998 presso la sua casa di Kitzbühel

Nel gennaio del 2004 Sailer, benché non affiliato ad alcun partito politico, annunciò di volersi candidare a sindaco di Kitzbühel. Poche settimane dopo ritirò la candidatura, dicendo che solo allora si era reso conto che quello di sindaco era un lavoro a tempo pieno. Spirò il 24 agosto 2009 a Innsbruck per il cancro alla laringe da cui era affetto.

## Palmarès

### Olimpiadi
- 3 medaglie, tutte valide anche ai fini dei Mondiali:
  - 3 ori (discesa libera, slalom gigante, slalom speciale a Cortina d'Ampezzo 1956)

### Mondiali
- 5 medaglie, oltre a quelle vinte in sede olimpica e valide anche ai fini iridati:
  - 4 ori (combinata a Cortina d'Ampezzo 1956; discesa libera, slalom gigante, combinata a Bad Gastein 1958)
  - 1 argento (slalom speciale a Bad Gastein 1958)

### Campionati austriaci
- 3 medaglie[11]:
  - 3 ori (slalom gigante, slalom speciale, combinata nel 1957)

### Campionati austriaci juniores
- 12 medaglie[11]:
  - 11 ori (discesa libera, slalom speciale, combinata, combinata tripla nel 1951; discesa libera, slalom speciale, combinata, combinata tripla nel 1952; slalom gigante nel 1954; slalom gigante, combinata nel 1955)
  - 1 argento (slalom speciale nel 1955)

## Filmografia
- Vertigine bianca, regia di Giorgio Ferroni (1956)
- Ein Stück vom Himmel, regia di Rudolf Jugert (1958)
- La saetta nera (Der schwarze Blitz), regia di Hans Grimm (1958)
- Tausend Sterne leuchten, regia di Harald Philipp (1959)
- 12 Mädchen und 1 Mann, regia di Hans Quest (1959)
- Ginrei no ôja, regia di Yoshiaki Bansho (1960)
- Kauf dir einen bunten Luftballon, regia di Géza von Cziffra (1961)
- Ein Stern fällt vom Himmel, regia di Géza von Cziffra (1961)
- Auf Wiedersehen am blauen Meer, regia di Helmut Weiss (1962)
- Sein bester Freund, regia di Luis Trenker (1962)
- Sansone e il tesoro degli Incas, regia di Piero Pierotti (1964)
- Das Blaue vom Himmel (film TV), regia di Wolfgang Schleif (1964)
- Ski Fever, regia di Curt Siodmak (1966)
- Das Große Glück, regia di Franz Antel (1967)
- Luftsprünge (serie TV) (1969-1970)
- Tante Trude aus Buxtehude, regia di Franz Josef Gottlieb (1971)
- Verliebte Ferien in Tirol, regia di Harald Reinl (1971)
- Traumbus, regia di Franz Antel (1979)
- Die Leute von St. Benedikt (serie TV) (1992-1993)
- Da wo die Berge sind (film TV), regia di Kurt Ockermueller (2000)
- Da wo die Liebe wohnt (film TV), regia di Kurt Ockermueller (2002)
- SOKO Kitzbühel (serie TV), episodio Abfahrt in den Tod (2003)